# Fred Huntley
Pour les articles homonymes, voir Huntley.
Fred Huntley (de son vrai nom Frédéric William Huntly) né le 29 août 1862 à Londres, et mort d'une crise cardiaque le 1er novembre 1931 à Hollywood, est un acteur, réalisateur et scénariste britannique du cinéma américain.

## Filmographie partielle

### Comme acteur
- 1911 : The New Superintendent de Francis Boggs
- 1911 : Old Billy de Francis Boggs
- 1911 : Captain Brand's Wife de Francis Boggs
- 1911 : Lieutenant Grey of the Confederacy de Francis Boggs
- 1911 : An Evil Power de Francis Boggs
- 1911 : The Still Alarm de Francis Boggs
- 1911 : Their Only Son de Francis Boggs
- 1911 : The Coquette de Francis Boggs
- 1911 : The Profligate de Francis Boggs
- 1911 : The Novice de Francis Boggs
- 1911 : Stability vs. Nobility de Hobart Bosworth
- 1911 : Told in the Sierras de Francis Boggs
- 1911 : The Herders de Francis Boggs
- 1911 : A Modern Rip de Hobart Bosworth
- 1911 : The Regeneration of Apache Kid de Francis Boggs
- 1911 : In the Shadow of the Pines de Hobart Bosworth
- 1911 : The Artist's Sons de Francis Boggs
- 1911 : The Little Widow de Francis Boggs
- 1911 : It Happened in the West de Hobart Bosworth
- 1911 : The White Medicine Man de Francis Boggs
- 1911 : On Separate Paths de Francis Boggs
- 1911 : Slick's Romance de Francis Boggs
- 1911 : The Blacksmith's Love de Francis Boggs
- 1911 : The Bootlegger de Francis Boggs et Hobart Bosworth
- 1911 : The Rival Stage Lines de Francis Boggs
- 1911 : The Maid at the Helm de Francis Boggs
- 1911 : Making a Man of Him de Francis Boggs
- 1911 : A Diamond in the Rough de Francis Boggs
- 1912 : A Waif of the Sea de Colin Campbell
- 1912 : Monte Cristo de Colin Campbell : Abbé Faria
- 1912 : A Sad Devil de Colin Campbell
- 1912 : Bunkie de Hobart Bosworth
- 1912 : A Child of the Wilderness de Hobart Bosworth
- 1912 : A Humble Hero de Frank Montgomery
- 1912 : The Ones Who Suffer de Colin Campbell
- 1912 : The Peacemaker de Francis Boggs
- 1912 : Disillusioned de Hobart Bosworth
- 1912 : The End of the Romance de Frank Montgomery
- 1912 : Opitsah: Apache for Sweetheart de Colin Campbell
- 1912 : A Crucial Test de Frank Montgomery
- 1912 : An Assisted Elopement de Colin Campbell
- 1912 : When Helen Was Elected de Lem B. Parker
- 1912 : The Substitute Model de Hobart Bosworth
- 1912 : The Danites de Francis Boggs
- 1913 : Greater Wealth de Colin Campbell
- 1913 : The Early Bird de Colin Campbell
- 1913 : The Three Wise Men de Colin Campbell
- 1913 : The Story of Lavinia de Colin Campbell
- 1913 : Hiram Buys an Auto de Colin Campbell
- 1914 : Hearts and Masks de Colin Campbell
- 1914 : Ye Vengeful Vagabonds de Edward LeSaint
- 1914 : Willie de Colin Campbell
- 1914 : Chip of the Flying U de Colin Campbell
- 1915 : The Carpet from Bagdad de Colin Campbell
- 1915 : The Rosary de Colin Campbell
- 1915 : The Circular Staircase de Edward LeSaint
- 1915 : Poetic Justice of Omar Khan de Edward LeSaint
- 1916 : The Fires of Conscience
- 1916 : The Ne'er Do Well de Colin Campbell
- 1916 : A Man of Sorrow
- 1916 : Fighting Blood
- 1917 : A Roadside Impresario
- 1917 : The Marcellini Millions
- 1918 : The Sea Flower de Colin Campbell
- 1918 : Anita (The Only Road) de Frank Reicher
- 1918 : Daniel le conquérant (The City of Purple Dreams) de Colin Campbell
- 1918 : La Petite Vivandière (Johanna Enlists) de William D. Taylor
- 1919 : La Sacrifiée (Her Kingdom of Dreams) de Marshall Neilan
- 1919 : La Fille des monts (The Heart o' the Hills) de Sidney Franklin
- 1919 : Pour le meilleur et pour le pire (For Better, for Worse) de Cecil B. DeMille
- 1919 : Papa longues jambes (Daddy-Long-Legs) de Marshall Neilan
- 1920 : The Soul of Youth de William Desmond Taylor
- 1921 : Les Millions de Fatty (Brewster's Millions) de Joseph Henabery
- 1921 : Endiablée (en) (The Little Minister) de Penrhyn Stanlaws
- 1921 : Le cœur nous trompe (The Affairs of Anatol) de Cecil B. DeMille
- 1921 : La Cloche d'airain (The Bronze Bell) de James W. Horne
- 1921 : Il était un Prince (en) (A Prince There Was) de Tom Forman
- 1922 : Peg de mon cœur (Peg o' My Heart) de King Vidor
- 1922 : Le Favori du Roi (To Have and to Hold) de George Fitzmaurice
- 1922 : La Dure École (While Satan Sleeps) de Joseph Henabery
- 1922 : North of the Rio Grande de Rollin S. Sturgeon
- 1922 : Borderland de Paul Powell
- 1922 : La Justicière (The Crimson Challenge) de Paul Powell
- 1923 : L'Appel de la vallée (The Call of the Canyon) de Victor Fleming
- 1923 : Jusqu'au dernier homme (To the Last Man) de Victor Fleming
- 1923 : Justice de Tziganes (Law of the Lawless) de Victor Fleming
- 1924 : Pour l'amour de Carmelita (Thundering Hoofs) de Al Rogell
- 1924 : La Comtesse Olenska (The Age of Innocence) de Wesley Ruggles

### Comme réalisateur
- 1912 : Brains and Brawn
- 1912 : Pansy
- 1912 : The Girl and the Cowboy
- 1912 : The Man from Dragon Land
- 1912 : The Vow of Ysobel
- 1912 : A Messenger to Kearney
- 1912 : The Old Stagecoach
- 1912 : In Exile
- 1912 : The Lake of Dreams
- 1912 : The Box Car Baby
- 1913 : In the Days of Witchcraft
- 1913 : A Flag of Two Wars
- 1913 : The Woodman's Daughter
- 1913 : Seeds of Silver
- 1913 : Buck Richard's Bride
- 1913 : Fate Fashions a Letter
- 1913 : The Unseen Defense
- 1913 : Nan of the Woods
- 1913 : The Rancher's Failing
- 1913 : Bumps and Willie
- 1913 : The Probationer
- 1913 : The Dream of Dan McQuire (+ scénario)
- 1913 : The Bridge of Shadows
- 1913 : As a Father Spareth His Son
- 1914 : The Squatters
- 1914 : When Thieves Fall Out
- 1914 : The Midnight Call
- 1914 : While Wifey Is Away
- 1914 : Elizabeth's Prayer
- 1914 : Tested by Fire
- 1914 : Through the Centuries
- 1914 : The Charmed Arrow
- 1916 : The Stained Pearl
- 1916 : Crooked Road